# Tony D (raper)
Tony D, właściwie Mohamed Ayad (ur. 19 lutego 1983 r. w Berlinie) – niemiecki raper współpracujący z wytwórnią Aggro Berlin. W 2007 roku wydał swój pierwszy solowy album.

## Dyskografia

### Albumy
- 2007: Totalschaden
- 2010: Fuer die Gegnaz

### Single
- 2007: Totalschaden
- 2008: Der Mann mit Dem Klang (e-singiel)

### Mixtape
- 2005: Heisse Ware (feat. B-Tight)